# Нобель, Роберт
Роберт Яльмар Нобель (швед. Robert Hjalmar Nobel; в России известен как Роберт Эммануилович Нобель; 14 августа 1829 года, Стокгольм, Швеция ― 7 августа 1896 года, Гето, Норрчёпинг, Эстергётеланд, Швеция) ― шведский и российский предприниматель и химик. Старший сын Эммануила Нобеля, брат Альфреда и Людвига Нобелей. Один из основателей крупного российского нефтяного предприятия «Товарищество нефтяного производства братьев Нобель».

## Биография
Родился 14 августа 1829 года Стокгольме в семье Эммануила Нобеля, крупного предпринимателя.
Получил домашнее образование, изучал химию, к которой с детства имел большие способности. По словам отца, был «склонен к спекуляции». Во время Крымской войны в 1854 году организовал на заводе отца производство морских мин. В 1859 году их фирма «Эммануил Нобель и сыновья» стала банкротом. С тех пор Роберт жил в Санкт-Петербурге, работал на механическом заводе «Людвиг Нобель», который принадлежал его брату Людвигу. Вместе с другим братом, Альфредом, снимал небольшую квартиру, где вёл скромный образ жизни, берясь за любые заказы: ремонтировал Казанский собор, занимался перестройкой парохода «Крылов», проводил эксперименты по созданию огнеупорного кирпича. В 1861 году женился на дочери финского коммерсанта Паулине Леннгрен (Paulina Sofia Carolina Lenngrén) и переехал в Гельсингфорс, где стал совладельцем магазина «Аврора». Там он занимался торговлей осветительным маслом и керосином.
В 1864 году, не выдержав конкуренции, закрыл своё дело и переехал с семьей в Стокгольм, где помог уладить возникший между своим отцом и братом Альфредом спор о том, кому следует руководить «Нитроглицериновой компанией» ― тогда это было первое в мире предприятие, производящее нитроглицерин. Роберт был назначен исполняющим обязанности директора компании, хотя по-прежнему остро переживал конфликт в семье и имел некоторые трудности с организацией производства. В одном из своих писем брату Людвигу он писал следующее: «…мы живем как на вулкане, к тому же в окружении пьяниц… если же и удастся отыскать трезвого работника, он оказывается круглым идиотом.» Вскоре, в 1871 году, он охотно откликнулся на просьбу брата Людвига взять на себя управление его петербургским заводом, пока сам Людвиг отправился с молодой женой Эдле в годовое свадебное путешествие. Там он проявил себя как талантливый администратор, но вместе с этим свою заработную плату директора тратил на инвестиции в сомнительные предприятия. По этой причине он не участвовал как пайщик в крупных делах Людвига.
В 1873 году брат отправил Роберта в командировку на Кавказ для разыскания ореховых лесов, чтобы заготовить материал для прикладов винтовок системы Бердана, которых взялся произвести 200 тысяч штук. Однако Робер счёл кавказские ореховые деревья либо слишком молодыми, либо слишком старыми для изготовления прикладов. В возмещение потраченного на бесполезные поиски времени Людвиг выдал Роберту 25 тысяч рублей. Располагая этой суммой тот отправился по Волге в Баку, где приобрёл участок нефтяного месторождения и небольшой нефтеперегонный завод. Роберт обнаружил на острове Челекен (ныне полуостров в черте города Баку) залежи нефти на глубине всего двадцати пяти метров.
Завод Роберта Нобеля изначально был лишь одним из 120 небольших бакинских частных предприятий. Преодолев массу неприятностей, Нобель внедрил передовые методы перегонки нефти. Он построил для начала восемь перегонных кубов ёмкостью сто пудов. В среднем по Баку выход полезных продуктов при перегонке составлял 30 %, но Роберт добился выхода 40 % лёгкого керосина, по своему качеству не уступающего американскому. Первые присланные в Петербург бочки его керосина покончили с монополией американской компании «Стандарт Ойл», которая в то время снабжала столицу керосином. К 1883 году американский керосин был почти полностью вытеснен с российского рынка. Помощь здесь оказало и само российское правительство, ещё в 1870-х годах поднявшее пошлины на ввоз американской продукции.
Братья Роберта и их торговые партнеры оценили успехи предприятия и вложили в него значительные средства. 22 мая 1879 император Александр II утвердил устав «Акционерного товарищества нефтяного производства братьев Нобель» с телеграфным адресом «Бранобель». Уставный капитал общества составил 3 миллиона рублей, из которых Роберт внёс только 100 тысяч. Вскоре он заболел туберкулёзом, что вкупе с его природной раздражительностью начало оказывать негативное влияние на ведение дел. За прежние заслуги братья Нобели предоставили Роберту 6 % акций товарищества, а летом 1880 его доля дошла до 9 %. В 1880 году Роберт оставил пост директора по состоянию здоровья. Он купил усадьбу Йето к югу от Стокгольма и поселился там, интересуясь делами братьев преимущественно при выплате дивидендов. Хотя вместе с этим по-прежнему занимался изобретательской деятельностью.
Скончался 7 августа 1896 года в Гёте, пригороде города Норрчёпинг, где проживал последние восемь лет своей жизни, до этого активно путешествуя по европейским курортам.

### Семья
У Роберта было четверо детей: Яльмар Имануэль (Hjalmar Imanuel, 1863―1956), Ингеборг София (Ingeborg Sofia, в замужестве графиня Риддерстольпе, 1865―1939), Людвиг Имануэль (Ludvig Imanuel, 1868―1946) и Тюра (Tyra, 1873―1896). В своём завещании Альфред выделил сыновьям Роберта по 200 тысяч шведских крон, а дочерям ― по 100 тысяч. В 1898 году Яльмар, Людвиг и Ингеборг подписали с учредителями Нобелевского фонда соглашение, согласно которому они получили компенсацию в размере 1 млн 200 тысяч крон на всех и отказались от дальнейших претензий на наследство дяди.

## Память
В сентябре 2020 года в Стерч-Керч Чеченской Республики открыли памятник братьям Нобель.